# 밤의 디스크쇼
김현철의 디스크쇼는 MBC 표준FM에서 방송되는 라디오 프로그램이다.

## 역사
MBC FM(현 MBC FM4U)에서 1981년 4월 1일에 첫방송을 시작해, 초대 DJ 故 이종환부터 성시완, 이상은, 신해철, 윤상, 신성우, 김현철, 이소라, 김윤아 등 이어받아 디스크쇼 DJ를 진행했다. 1999년 3월 31일에 종방되었다가 2023년 11월 20일부터 이후 24년만에 MBC 표준FM에서 부활하여 김현철이 진행한다. 단, 가수 김현철은 26년 만에 부활했고, 원더풀 라디오의 종영 후속이다. 단, 이 프로그램은 모두 전국방송이다.

## 방송 시간
| 방송 채널  | 방송 기간                          | 방송 시간                 |
| ---------- | ---------------------------------- | ------------------------- |
| MBC FM     | 1981년 4월 1일 ~ 1983년 3월 31일   | 매일 밤 11:00 ~ 밤 12:00  |
| MBC FM     | 1983년 4월 1일 ~ 1984년 4월 8일    | 매일 밤 11:00 ~ 새벽 1:00 |
| MBC FM     | 1992년 11월 2일 ~ 1996년 3월 31일  | 매일 밤 11:00 ~ 새벽 1:00 |
| MBC FM     | 1984년 4월 9일 ~ 1984년 10월 14일  | 매일 밤 8:00 ~ 밤 10:00   |
| MBC FM     | 1984년 10월 15일 ~ 1992년 11월 1일 | 매일 밤 10:00 ~ 밤 12:00  |
| MBC FM     | 1996년 4월 1일 ~ 1999년 3월 31일   | 매일 밤 10:00 ~ 밤 12:00  |
| MBC 표준FM | 2023년 11월 20일 ~현재             | 매일 밤 10:05 ~ 12:00     |

## 코너
- 현디 맘대로(평일)/PD 맘대로(주말)
- 어제가 되기 전, 오늘
- 오늘의 문장, 그리고 음악
- 토요일 : 시간 속 그 노래,그이야기(김신욱작가)
- 일요일 : 굿나잇 팝스

## 역대 진행자
- 1대 故 이종환 (남) : 1981년 4월 1일 ~ 1989년 7월 23일 (역대 최장 기간 진행자)
- 2대 성시완 (남) : 1989년 7월 24일 ~ 1990년 4월 15일
- 3대 이상은 (여) : 1990년 4월 16일 ~ 1990년 10월 14일
- 4대 故 신해철 (남) : 1990년 10월 15일 ~ 1991년 9월 30일
- 5대 윤상 (남) : 1991년 10월 1일 ~ 1993년 10월 20일
- 6대 신성우 (남) : 1993년 10월 26일 ~ 1994년 4월 3일 (역대 최단 기간 진행자)
- 7대 김현철 1차 (남) : 1994년 4월 4일 ~ 1997년 4월 6일
- 8대 이소라 (여) : 1997년 4월 7일 ~ 1998년 10월 11일
- 9대 김윤아 (여) : 1998년 10월 12일 ~ 1999년 3월 31일
- 10대 김현철 2차 (남) : 2023년 11월 20일 ~현재

## 수상 목록
- 1988년 MBC 연기대상 라디오 부문 최우수상 (故 이종환)